# Девід Крамхолц
Девід Крамхолц (також Крумхольц чи Крумгольц; англ. David Krumholtz; нар. 15 травня 1978, Нью-Йорк) — американський актор.

## Біографія
Девід Крамхолц народився 1978 року в бідній єврейській родині. Його мати — дантист Джуді, в 1956 році емігрувала до США з Угорщини; батько — поштовий працівник Майкл. Девід ріс зі старшою сестрою Дон. Закінчив Нью-Йоркський університет.
Крамхолц розпочав акторську кар'єру в тринадцять років на Бродвеї. Дебютна робота в кіно: фільм «Життя з Майки» (1993) з Майклом Джей Фоксом. У 1994 році знявся в серіалі Monty, але він був незачинений, вийшло всього кілька серій. Знявся в кількох повнометражних фільмах, у тому числі «Льодяний вітер», «Трущоби Беверлі-Хіллз», «10 речей, які я в тобі ненавиджу», «Висоти свободи». Першим фільмом, де Крамхолц зіграв головну роль, стала романтична комедія. «Ну ти й недоумок». Цей фільм, де Крамхолц знявся в парі з Міллою Йовович, вийшов у прокат лише на DVD. У 2004 році вийшло два дуже різні фільми, де Крамхолц зіграв маленькі ролі: «Рей» і «Гарольд і Кумар відриваються».
Нарешті, у 2005 році актор отримав одну з головних ролей у серіалі «4исла», де зіграв геніального математика Чарлі Епсса, який допомагає своєму братові-агентові ФБР розслідувати злочини. Телекритик Метт Раш писав, що роль Чарлі Епса для Крамхолца — це «можливо, його найкраща робота на телебаченні». У цьому телесеріалі також зіграли двоє акторів, з якими Крамхолц вже разом працював. З Джаддом Гіршем він грав на Бродвеї, а з Пітером Макніколом — у фільмі «Моральні цінності сімейки Адамсів».
У 2011 році Крамхолцу було діагностовано рак щитоподібної залози, який йому вдалося подолати.

## Особисте життя
З 22 травня 2010 року одружений з актрисою Ванессе Бріттінг, з якою познайомився в червні 2008 року. У подружжя двоє дітей: донька Пемма Мей Крамхолц (нар. 05.04.2014) та син Джонас Крамхолц (нар. 07.12.2016).

## Фільмографія
| Рік       |    | Українська назва                    | Оригінальна назва                         | Роль               |
| --------- | -- | ----------------------------------- | ----------------------------------------- | ------------------ |
| 1993      | с  | Закон і порядок                     | Law & Order                               | Скотті Фішер       |
| 1993      | ф  | Терміново потрібна зірка            | Life with Mikey                           | Баррі Корман       |
| 1993      | ф  | Моральні цінності сімейки Адамсів   | Addams Family Values                      | Джоель Глікер      |
| 1994      | ф  | Санта-Клаус                         | The Santa Clause                          | ельф Бернард       |
| 1997      | с  |                                     | Chicago Sons                              | Біллі Кульчак      |
| 1997      | ф  | Крижаний вітер                      | The Ice Storm                             | Френсіс Дейвенпорт |
| 1998      | ф  | Нетрі Беверлі-Гіллз                 | Slums of Beverly Hills                    | Бен Абромовітц     |
| 1999      | ф  | 10 речей, які я в тобі ненавиджу    | 10 Things I Hate About You                | Майкл Екман        |
| 1999      | ф  | Висоти свободи                      | Liberty Heights                           | Яссел              |
| 2000      | с  | Диваки і навіжені                   | Freaks and Geeks                          | Баррі              |
| 2001      | ф  | Мексиканець                         | The Mexican                               | Бек                |
| 2001—2002 | с  | Швидка допомога                     | ER                                        | Пол Собрікі        |
| 2002      | ф  | Ну ти й недоумок                    | You Stupid Man                            | Оуен               |
| 2002      | ф  | Санта-Клаус 2                       | The Santa Clause 2                        | ельф Бернард       |
| 2003      | ф  | Гірше не буває                      | Scorched                                  | Макс               |
| 2004      | ф  | Гарольд і Кумар відриваються        | Harold & Kumar Go to White Castle         | Голдстайн          |
| 2004      | ф  | Рей                                 | Ray                                       | Мілт Шоу           |
| 2005—2010 | с  | 4исла                               | Numb3rs                                   | Чарлі Еппс         |
| 2005      | ф  | Місія Сереніті                      | Serenity                                  | Містер Всесвіт     |
| 2006      | ф  | Боббі                               | Bobby                                     | агент Філ          |
| 2007      | ф  | Смерть в ефірі                      | Live!                                     | Рекс               |
| 2008      | ф  | Гарольд і Кумар: Втеча з Гуантанамо | Harold & Kumar Escape from Guantanamo Bay | Голдстайн          |
| 2011      | ф  | Пінгвіни містера Поппера            | Mr. Popper's Penguins                     | Кент               |
| 2011      | с  | Клуб «Плейбоя»                      | The Playboy Club                          | Біллі Роузен       |
| 2011      | ф  | Шалене Різдво Гарольда і Кумара     | A Very Harold & Kumar 3D Christmas        | Голдстайн          |
| 2012—2013 | с  | Партнери                            | Partners                                  | Джо Гудмен         |
| 2013      | ф  | Це кінець                           | This is The End                           | у ролі самого себе |
| 2014      | ф  | Суддя                               | The Judge                                 | Майк Каттан        |
| 2014—2016 | с  | Гарна дружина                       | The Good Wife                             | Джош Марінер       |
| 2015—2016 | с  | Матуся                              | Mom                                       | Грегорі            |
| 2016      | ф  | Аве, Цезар!                         | Hail, Caesar!                             | сценарист-комуніст |
| 2016      | мф | Повний розковбас                    | Sausage Party                             | Карим Абдул        |
| 2017—2019 | с  | Двійка                              | The Duece                                 | Харві Вассерман    |
| 2018      | с  | Рік життя по-біблейськи             | Living Biblically                         | рабин Гіл Ейблман  |
| 2018      | ф  | Балада Бастера Скраггса             | The Ballad of Buster Scruggs              | француз            |
| 2019      | ф  | Поліцейський седан                  | Crown Vic                                 | Строук             |
| 2020      | с  | Змова проти Америки                 | The Plot Against America                  | Монті Левін        |
| 2020      | с  | Сутінкова зона                      | The Twilight Zone                         | Джон Конвей        |
| 2022      | с  | Супер прокачаний                    | Super Pumped                              | Сергій Брін        |
| 2023      | с  | Сантехніки Білого дому              | The White House Plumbers                  | Вільям О. Біттман  |
| 2023      | ф  | Оппенгеймер                         | Oppenheimer                               | Ісидор Рабі        |
| 2024      | мс | Повний Розковбас: Їжетопія          | Sausage Party: Foodtopia                  | Карим Абдул        |
| 2025      | ф  | Позбав мене від небуття             | Deliver Me from Nowhere                   | Ел Теллер          |
| 2026      | ф  | Супердівчина: Жінка майбутнього     | Supergirl: Woman of Tomorrow              | Зор-Ел             |